# Karl Böhm (Ingenieur)
Karl Böhm (* 13. Dezember 1885; † 5. Juli 1956) war ein deutscher Ingenieur.

## Werdegang
Böhm wuchs in Au bei Waltenhofen als Sohn eines Sägewerksbesitzers auf, der ein Wasserkraftwerk betrieb. Im Jahr 1920 war Böhm Gründungsgesellschafter des Allgäuer Überlandwerks und wurde bei Gründung zum Geschäftsführer der Gesellschaft bestellt. Weiteres Gründungsmitglied war der Oberbürgermeister Kemptens Otto Merkt. Unter Böhms Leitung wurde das Versorgungsgebiet kontinuierlich erweitert. Neben dem Ankauf von Kraftwerken an Iller und Lech entstand 1951 bei Füssen ein neues Kraftwerk. Er entwarf die Pläne für den Rottachspeicher und das Dampfkraftwerk in Peißenberg. 1955 wechselte er in den Verwaltungsrat des Unternehmens.

## Ehrungen
- 1956: Verdienstkreuz am Bande der Bundesrepublik Deutschland
- Die Karl-Böhm-Straße in Kempten wurde nach ihm benannt
- Ehrenbürger von Sulzberg